# World Trade Centre Bombay
El World Trade Center de Bombay es un complejo de dos rascacielos construidos en 1970 en la ciudad de Bombay, la capital del estado de Maharastra (India). Consta de dos torres diseñadas por Pheroze Kudianavala La primera es el Centro de Investigación y Desarrollo Industrial M. Visvesaraya o MVRDC que tiene 35 pisos y 156 metros de altura y la segunda es el IDBI Towers, que tien 26 pisos y mide 106 metros.
El MVIRDC también se conoce como Centro 1 y fue el edificio más alto de Asia del Sur hasta la finalización también en Bombay en 2010 de The Imperial, que miden 252 m. Fue construido por el Grupo Shapoorji Pallonji.